# Ламбер, Марсель (футболист)
Марсе́ль Ламбе́р (фр. Marcel Lambert; 1876 — ?) — французский футболист, серебряный призёр летних Олимпийских игр 1900.
На Играх 1900 в Париже Ламбер входил в состав французской команды. Сначала его сборная проиграла Великобритании, но затем выиграла у Бельгии, причём в том матче Ламбер забил один из голов. Команда заняла второе место и получила серебряные медали.